# مشروع موتوبيا

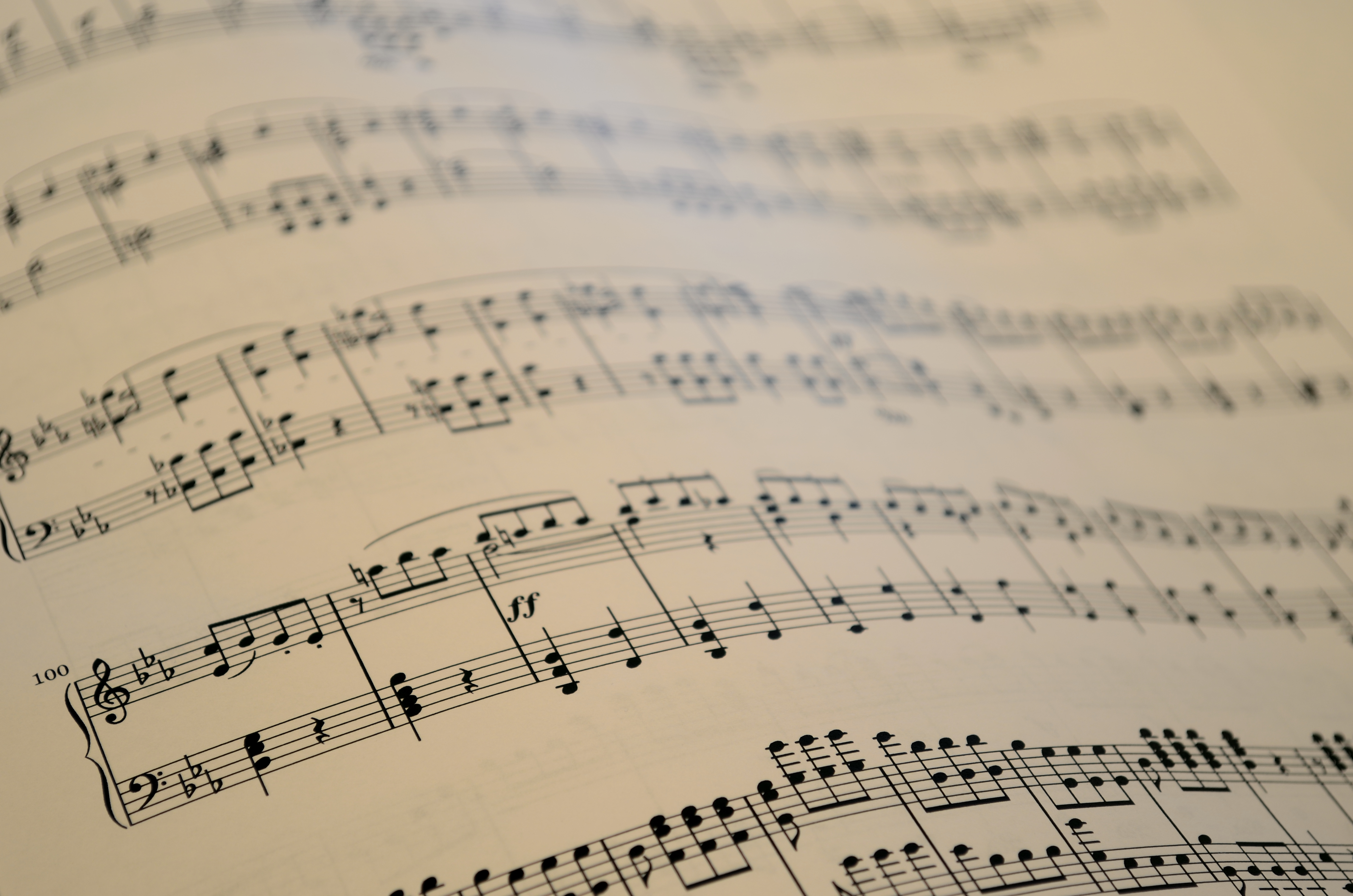
بيتهوفن السيمفونية رقم 5 - نوتة موسيقية من مشروع موتوبيا.

مشروع موتوبيا (بالإنجليزية: Mutopia Project) هو جهد يديره المتطوعون لإنشاء مكتبة تحتوي على محتوى مجاني للموسيقى، بطريقة مشابهة لمكتبة مشروع غوتنبرغ لكتب المجال العام. بدأ في عام 2000.
الموسيقى مستنسخة من المقطوعات القديمة الموجودة في المجال العام. يتم طباعة النتائج الجديدة رقميًا باستخدام GNU LilyPond وتوزيعها بالتنسيقات التالية:
- تنسيق صيغة المستندات المنقولة في كل من أحجام الورق letter و A4 للطباعة
- ميدي للتكاثر السمعي
- تنسيق رمز مصدر LilyPond.

حاليًا ، هناك أكثر من 2000 مقطوعة موسيقية متاحة، أكثر من نصفها مقطوعات للبيانو. هناك أيضًا العديد من المقطوعات الصوتية والعديد من الآلات الموسيقية الأخرى. تحتوي الصفحة الرئيسية لمشروع Mutopia على قائمة روابط لأحدث القطع المضافة.

## وصلات خارجية
- الموقع الرسمي